# Atlas (mjesec)
Atlas, zvan i Atlant (grčki Άτλας; također Saturn XV., ili S/1980 S 28) je satelit planeta Saturna. Otkrio ga je Richard Terril 1980. godine, a 1983. je službeno nazvan po divu Atlasu, koji je po vjerovanju starih Grka nosio nebo na svojim leđima. Atlas je u mitologiji nećak boga Saturna. 

## Karakteristike
Atlas kruži oko Saturna na udaljenosti od 137 670 km. Dimenzije su mu 38x34x28 km, što mu daje prosječni promjer od oko 32 km. Atlas je vanjski pastirski satelit A-prstena.
Letjelica Cassini je 2004. snimila rub A-prstena i otkrila "nabore" koji ukazuju na gravitacijski utjecaj Atlasa na prsten. Na osnovu izobličenja ruba pukotine izračunata je masa i satelita. Iz mase i već poznatih dimenzija izračunato je da je gustoća satelita tek oko 0,5 g/cm3, dvostruko manje od vode, pa se vjeruje da ovaj satelit, kao i susjedni Pan, nije čvrsto tijelo, već nakupina krhotina.
Cassini je krajem 2004. otkrio i slabašan prsten koji dijeli putanju s Atlasom.